# Mario Minniti

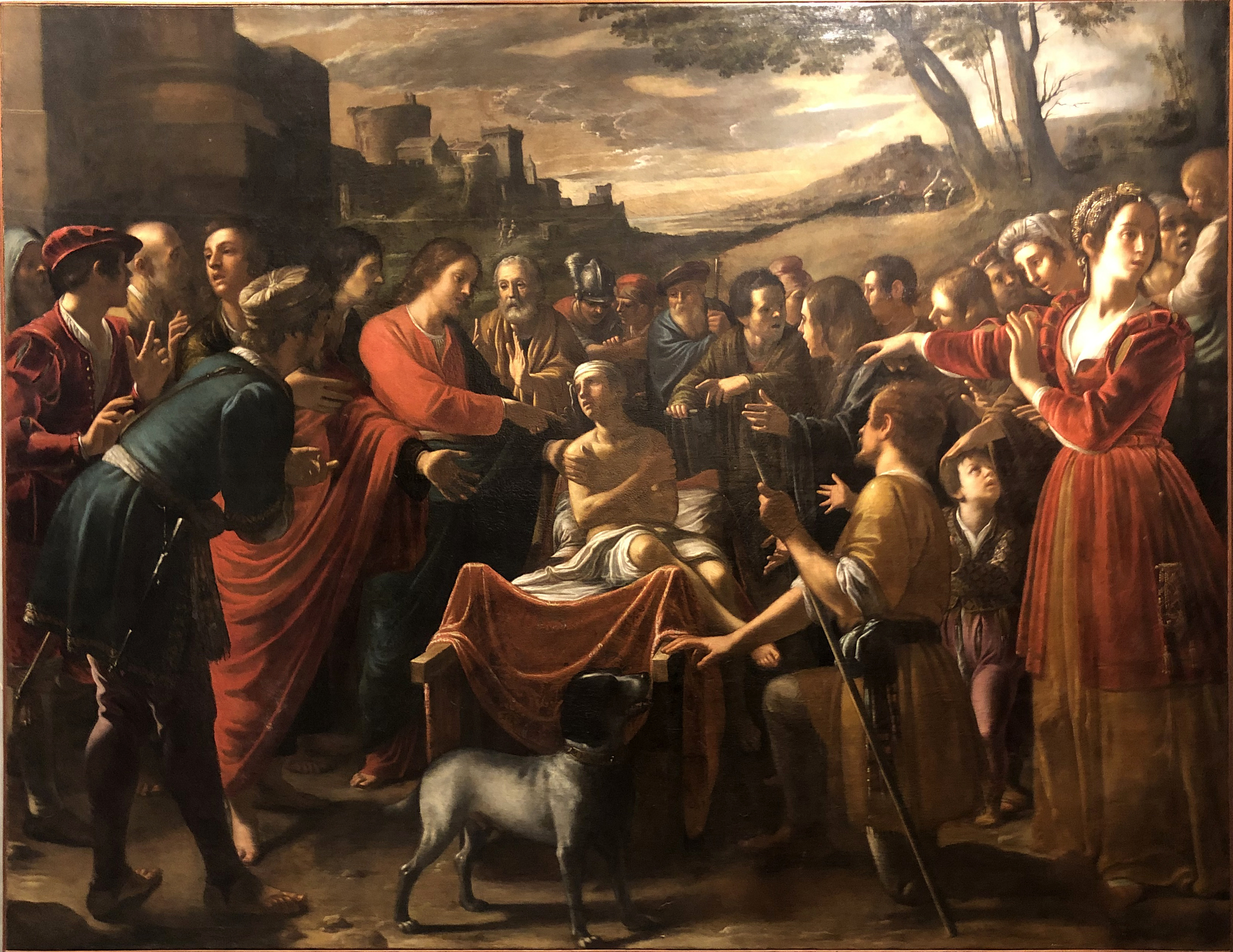
Miracolo della vedova di Naim (Museo di Messina).

Mario Minniti (Siracusa, 8 dicembre 1577 – Siracusa, 22 novembre 1640) è stato un pittore italiano.

## Biografia

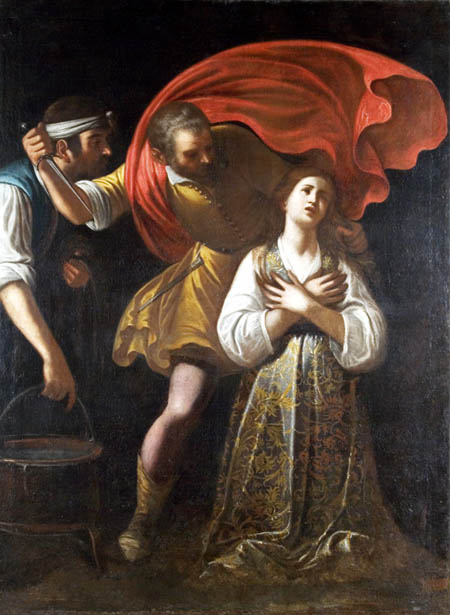
Il martirio di Santa Lucia (Palazzo Bellomo; a Siracusa).

Nacque in Sicilia, i suoi genitori si chiamavano Diana e Girolamo Minniti, quest'ultimo verosimilmente un orefice (aurifex). Nell'isola inizia il suo apprendistato artistico, ma nel 1593 si trasferisce a Roma dove frequenta la bottega di Lorenzo Siciliano e dove conosce Michelangelo Merisi, detto il Caravaggio, diventandone amico, modello, collaboratore. Secondo gli studiosi, Minniti fu anche un amante di Caravaggio, il che spiegherebbe la sua presenza in molti ritratti famosi, almeno fino al matrimonio contro la sua volontà da lui contratto nel 1603:
Attorno al 1606, Minniti si trasferisce di nuovo in Sicilia, dove dipinge una Madonna del Soccorso per la chiesa di San Giovanni Battista di Vizzini, alcune sue opere sono conservate nel Museo del Convento dei Padri Cappuccini a Caltagirone (CT), mantiene un’attiva bottega a Siracusa, e nel 1608 aiuta l'amico Merisi in fuga da Malta, procurandogli anche una commissione: il Seppellimento di santa Lucia.
Lo stile del Minniti è ispirato non solo al Caravaggio, ma anche ad un sistema pittorico più discreto e “domestico”, riuscendo a fondere i due tipi di pittura in una formula che sarà accolta con favore dagli artisti e dalle committenze siciliane.

## Minniti modello di Caravaggio
Molti critici d'arte riconoscono in parecchi ritratti di Caravaggio il volto di Mario Minniti, amico e amante. Il volto sensuale di Minniti è riconoscibile nel Fanciullo con canestro di frutta, la Buona ventura, I bari, il Concerto, il Suonatore di liuto, il Bacco, il Ragazzo morso da un ramarro, la Vocazione e il Martirio di san Matteo.

## Opere

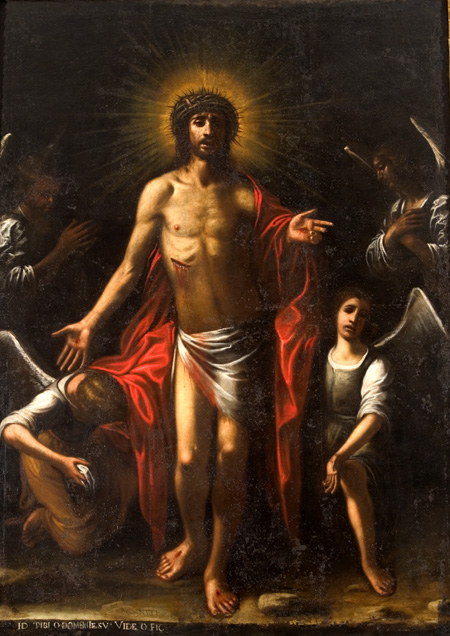
Le stigmate ad Agira.

Immacolata con Sant'Antonio e donatori, a Piazza Armerina.

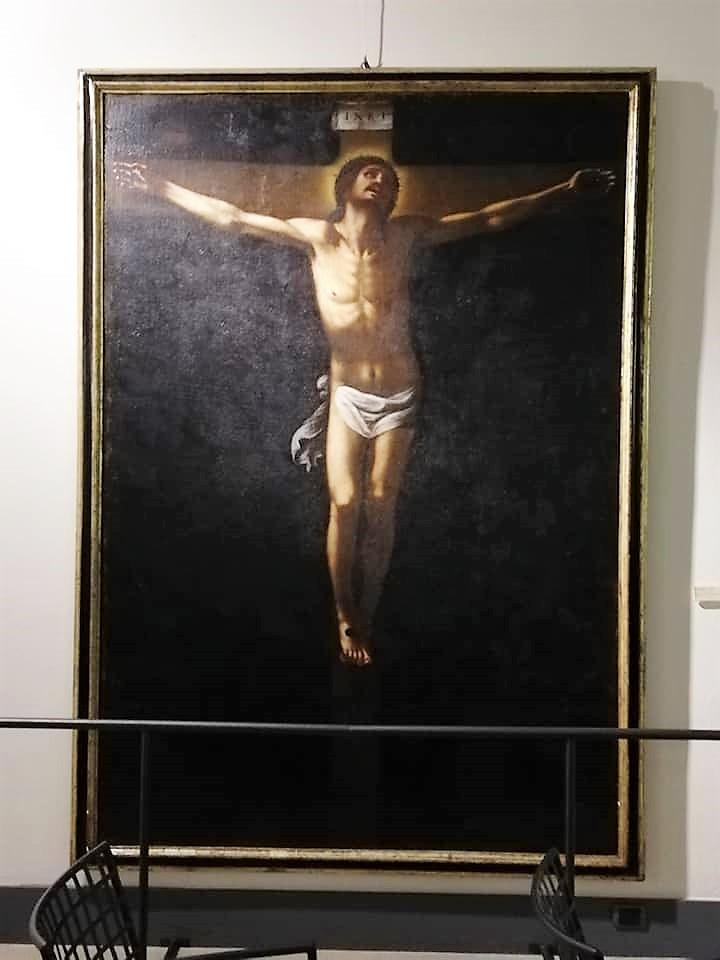
Cristo crocifisso (Museo Diocesano; a Catania).

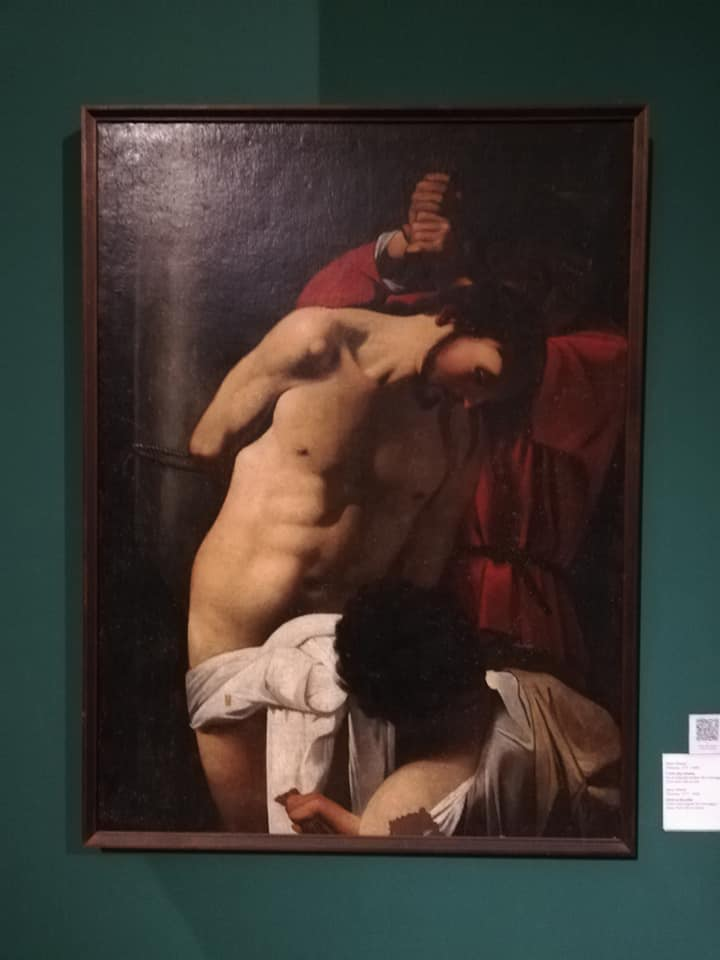
Cristo alla colonna (Castello Ursino; Catania).

### Catania e provincia
- XVII secolo, Santa Barbara, opera custodita nella chiesa di Santa Maria dell'Odigitria e museo dell'Ordine dei frati minori cappuccini di Caltagirone.
- XVII secolo, Crocefissione di Gesù Cristo, opera custodita nella chiesa di Santa Maria dell'Odigitria e museo dell'Ordine dei frati minori cappuccini di Caltagirone.
- XVII secolo, Scena allegorica, opera custodita Museo civico al Castello Ursino di Catania.
- 1629, Cristo crocifisso, opera custodita nel Museo diocesano di Catania.
- XVII secolo, Madonna del Soccorso, opera custodita nella basilica di San Giovanni Battista di Vizzini.

### Enna e provincia
- XVII secolo, Le cinque piaghe del Signore, opera custodita nella chiesa di Sant'Antonio di Padova di Agira.
- XVII secolo, Le Stigmate, opera custodita nella chiesa di Sant'Antonio di Padova di Agira.
- XVII secolo, Immacolata raffigurata con Sant'Antonio di Padova e donatori, opera custodita nella chiesa di San Pietro di Piazza Armerina.[6]
- XVII secolo, San Carlo Borromeo, opera custodita nella Sala Cerere del Palazzo Comunale di Enna.

### Messina e provincia
- XVII secolo, Miracolo della vedova di Naim, opera proveniente dalla chiesa di San Giovanni Battista del Collegio dei Gesuiti di Messina[7][8], e oggi custodita al Museo regionale.
- XVII secolo, Decapitazione del Battista, opera custodita nel Museo regionale di Messina.
- XVII secolo, Circoncisione, opera custodita nel Museo regionale di Messina.
- XVII secolo, Madonna del Rosario, opera custodita nel Museo regionale di Messina.
- XVII secolo, Andata al Calvario, opera custodita nella Fondazione Lucifero di Milazzo.
- XVII secolo, Flagellazione di Cristo, opera custodita nella Fondazione Lucifero di Milazzo.
- XVII secolo, Madonna in Gloria tra i Santi Stefano e Antonio, opera custodita nella chiesa Santa Maria dei Giardini di Santo Stefano Medio (a Messina).
- XVI secolo, Natività, Santa Elisabetta e Santa Margherita da Cortona, dipinti, opere documentate nella chiesa di San Francesco all'Immacolata di Messina.[9][10]
- XVII secolo, Sant'Ignazio di Loyola, dipinto, opera documentata nella chiesa di San Nicolò dei Gentiluomini.[10][11]
- XVII secolo, San Francesco Saverio, dipinto, opera documentata nella chiesa di San Nicolò dei Gentiluomini.[10][11]
- XVII secolo, Immacolata Concezione, dipinto, opera documentata nell'Oratorio dei Bianchi di Messina.[10]
- XVII secolo, Vergine Maria, dipinto, opera documentata nella chiesa delle Vergini di Messina.[10]
- XVII secolo, Vergine del Soccorso, dipinto, opera documentata nella chiesa dell'Itria di Messina.[10]
- XVII secolo, Santa Caterina d'Alessandria, dipinto, opera documentata nella chiesa di Santa Caterina di Valverde di Messina.[10]
- XVII secolo, Coronazione di Spine, dipinto, opera documentata nella chiesa dei Cappuccini di Messina.[10]
- XVII secolo, Concezione, dipinto, opera documentata nella chiesa di Santa Maria di Porto Salvo di Messina.[8]
- XVII secolo, Sagra Famiglia, dipinto, opera documentata nella chiesa di San Girolamo di Messina.[8]
- XVII secolo, Trinità, dipinto, opera documentata nella chiesa di San Nicolò di Messina.[8]
- 1628, Andromeda, dipinto, opera documentata nella Galleria del Principe di San Teodoro di Messina.[8]
- 1628, Martirio di Sant'Agata, dipinto, opera documentata nella Galleria del Principe di San Teodoro di Messina.[8]
- 1628, Maria Maddalena, dipinto, opera documentata nella Galleria del Principe di San Teodoro di Messina.[8]

### Palermo e provincia
- 1621 - 1622, Madonna del Rosario, pala d'altare, opera documentata nell'Oratorio del Rosario di San Domenico, sostituito da quadro del medesimo soggetto opera di Van Dyck, quando transitò nella collezione di Marco Gezio, la cui destinazione finale al presente non è identificata con certezza.
- 1621 - 1622, Orazione nell'orto, opera verosimilmente commissionata per l'Oratorio del Rosario di San Domenico. Col rinnovamento dell'arredo pittorico transitò nella collezione di Marco Gezio, la cui destinazione finale al presente non è identificata con certezza.
- 1621 - 1622, Coronazione di spine, opera verosimilmente commissionata per l'Oratorio del Rosario di San Domenico. Col rinnovamento dell'arredo pittorico transitò nella collezione di Marco Gezio, la destinazione finale al presente è presso la Galleria Regionale della Sicilia di «Palazzo Abatellis».
- 1621 - 1622, Ragazzo con un uccellino in mano, opera custodita presso la Galleria Regionale della Sicilia di «Palazzo Abatellis».
- 1621 - 1622, San Domenico di Silos libera gli schiavi, olio su tela firmato in basso al centro Minnitti, Basilica Abbaziale di San Martino delle Scale.
- 1621 - 1622, Natività.
- 1621 - 1622, San Carlo.
- 1621 - 1622, Santa Vergine (?).
- 1621 - 1622, Santa Vergine (?).

### Ragusa e provincia
- XVII secolo, Madonna col Bambino e i Santi Cosma e Damiano, opera custodita nella chiesa Santa Maria di Betlem di Modica.

### Siracusa e provincia
- XVII secolo, Adorazione dei Magi, opera custodita nella Chiesa Madre di Buscemi.
- XVII secolo, Deposizione, opera custodita nel Museo di palazzo Bellomo di Siracusa.
- XVII secolo, Martirio di Santa Lucia, opera custodita nel Museo di palazzo Bellomo di Siracusa.
- XVII secolo, Miracolo di Santa Chiara, opera proveniente dalla chiesa di San Benedetto e custodita nel Museo di palazzo Bellomo di Siracusa.
- XVII secolo, Quattro Santi Coronati, opera custodita nella chiesa del Carmine di Siracusa.
- XVII secolo, San Benedetto prepara la sua sepoltura, opera proveniente dalla chiesa di San Benedetto e custodita nel Museo di palazzo Bellomo di Siracusa.[8][12]

### Opere sparse
- XVII secolo, Crocifissione di San Pietro, opera custodita nel Museo de Bellas Artes di Valencia.
- XVII secolo, Decapitazione di San Paolo, opera custodita nel Museo de Bellas Artes di Valencia.
- XVII secolo, Ecce Homo, opera custodita nel Museo della cattedrale di San Paolo di Medina.
- 1625, Battesimo di Cristo, opera custodita nella chiesa di Sant'Orsola di La Valletta.